# بوکه

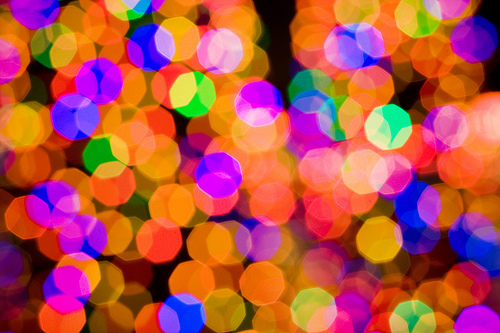
نمونه‌ای از یک تصویر بوکه

بوکه (به انگلیسی: Bokeh) یک جلوه مات یا شکلی هنری و زیباشناسانه (به شکل دایره‌های نورانی) در عکاسی است که در خارج از بخش‌هایی که دوربین بر روی آن فوکوس کرده ایجاد می‌شود.
بوکه با میزان تندی رنگ یا شارپنس (شفافیت پیکسلهای تصویر) تفاوت دارد، تندی رنگ اتفاقی است که در بالاترین نقطهٔ فوکوس رخ می‌دهد، اما بوکه بهترین موقعیت نقطه خارج از فوکوس را به نمایش می‌گذارد. بهترین لنزها در حالت اتوماتیک نقاط نورانی خارج از فوکوس را به صورت دایره‌هایی با مرز مشخص و شارپ (شفاف) نشان می‌دهد، اما بوکه درست زمانی رخ داده‌است که لبه این دوایر نورانی محوشده باشد. عکاسان گاهی از تکنیک فوکوس سطحی برای نمایش بهترین نواحی خارج از فوکوس روی عکس استفاده می‌کنند.
بوکه اغلب، سایه‌روشن‌های گرد و کوچک پس‌زمینه است که بیش‌تر آشکار هستند، مانند انعکاس‌های زیبا از منابع نور که جلوهٔ خاصی به عکس می‌بخشند. البته افکت بوکه به سایه روشن‌ها محدود نمی‌شود، مات شدن در تمامی نواحی خارج از فوکوس عکس رخ می‌دهد.
می‌توان گفت؛ در اصل لنز دوربین‌ها هستند که در پدیده بوکه تأثیر به‌سزایی دارند و دوربین‌ها، معمولاً نمی‌توانند به خودی خود (بدون اتصال لنز) این‌کار را انجام دهند. همچنین هر لنز، بسته به نوع و کاربرد خود، بوکه منحصر به فرد خود را ارائه می‌دهد. به عنوان مثال؛ لنزهای قدیمی‌تر دوربین، که ساختار متفاوتی نسبت به لنزهای امروزی داشتند، بوکه‌هایی را ایجاد می‌کردند که دارای اضلاع بودند، در حالی که لنزهای جدیدتر، بوکه‌هایی در اشکال دایره‌ای و بدون ضلع را می‌سازند. دلیل چنین تفاوتی را می‌توان به شفافیت بیش‌تر لنزهای جدید و ساختار بهبود یافته آن‌ها ارتباط داد.

## نگارخانه

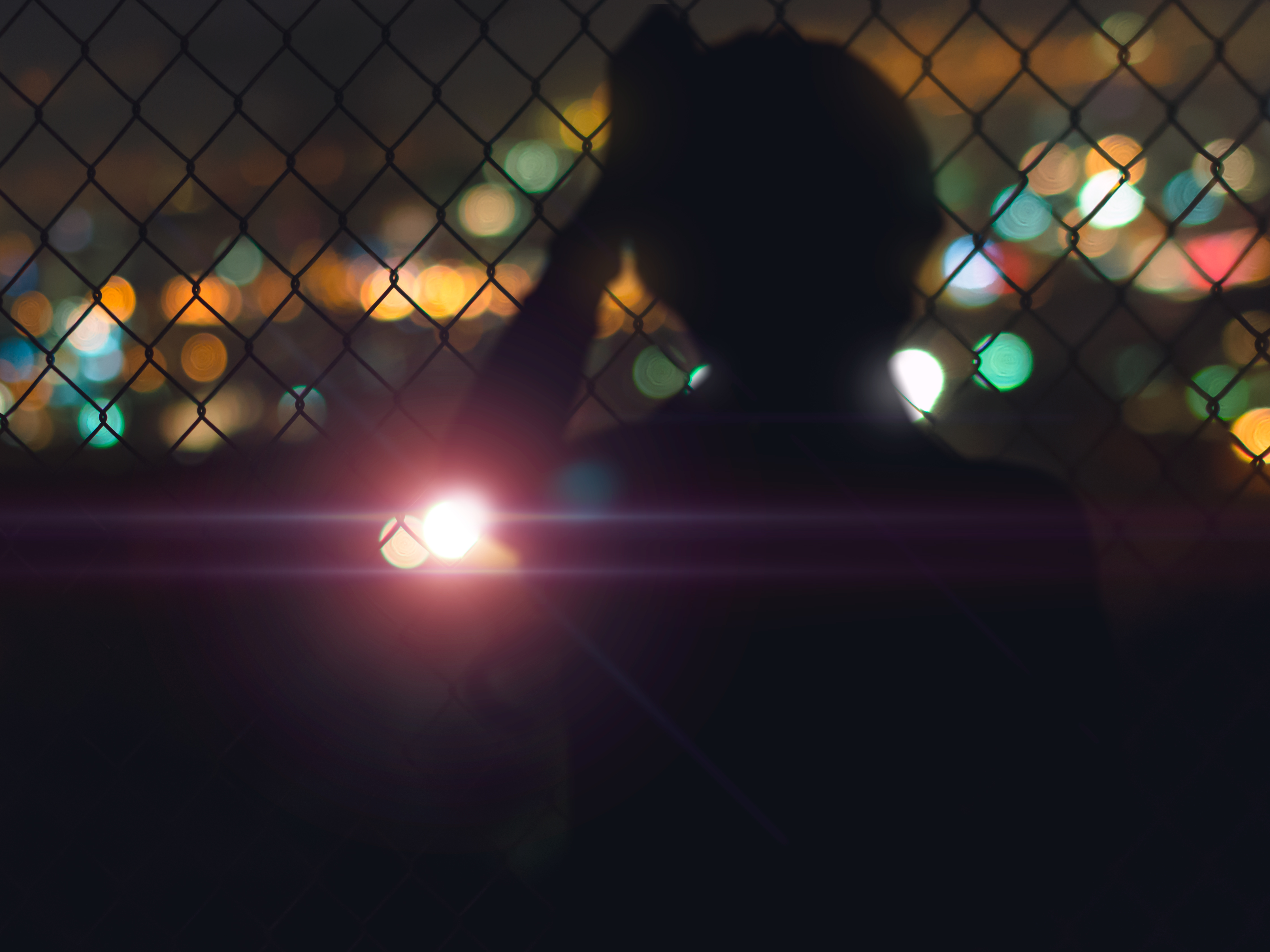
نمونه‌ای از یک عکس پرترهٔ سیلوئت با افکت بوکه. دیافراگم این عکس f1.4 می‌باشد.
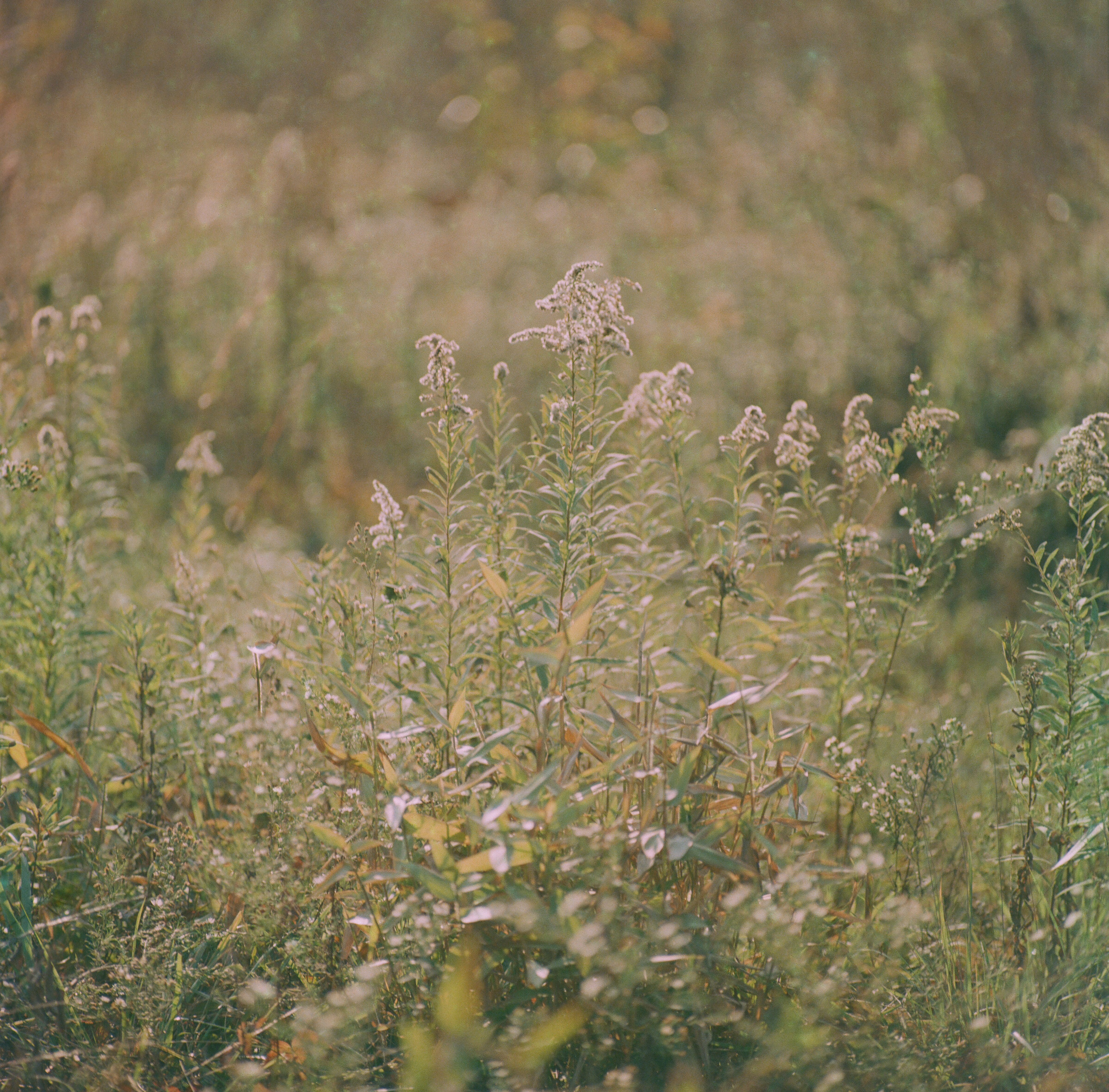
چرخش نامحسوس بوکه در پس زمینه
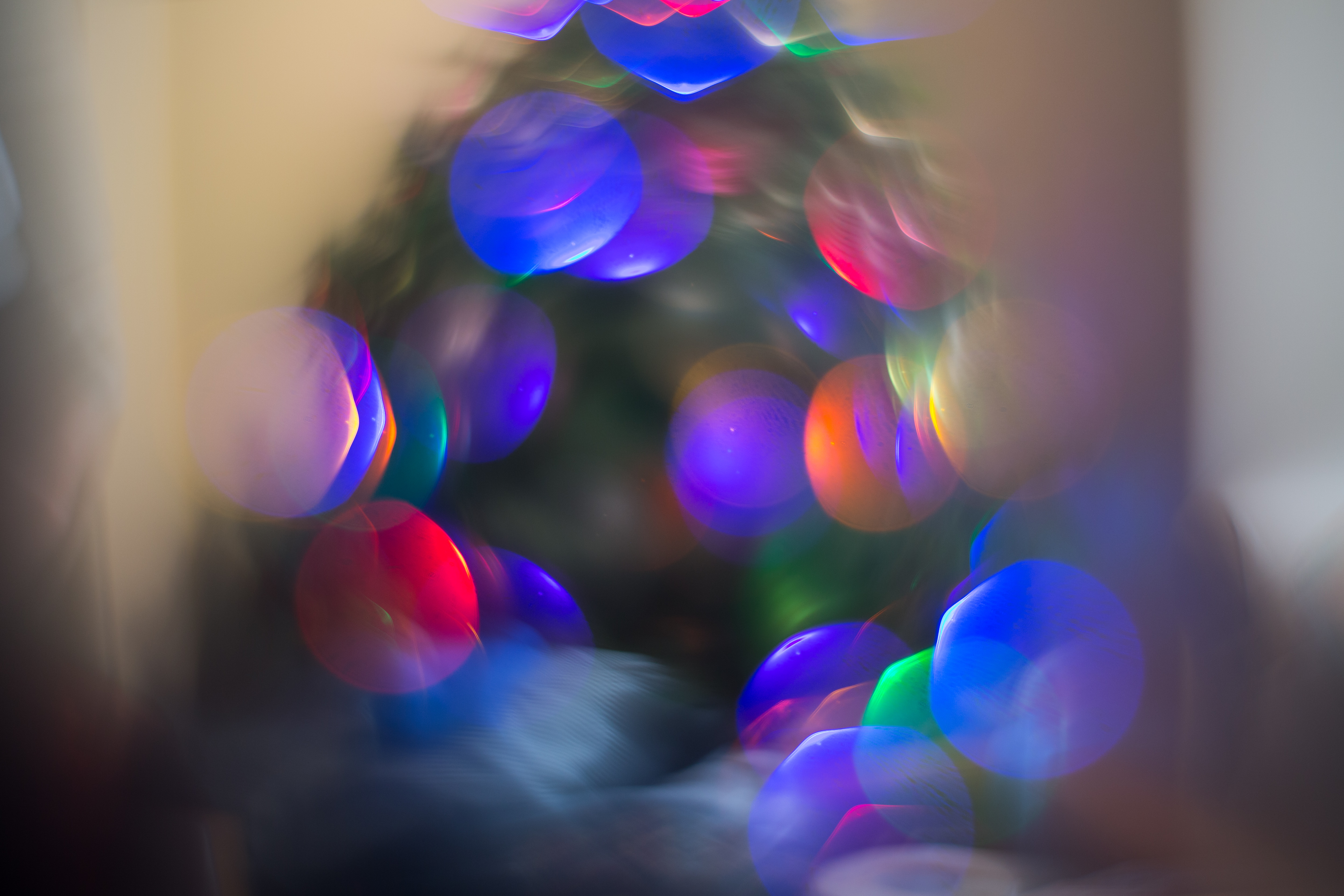
چرخش بوکه
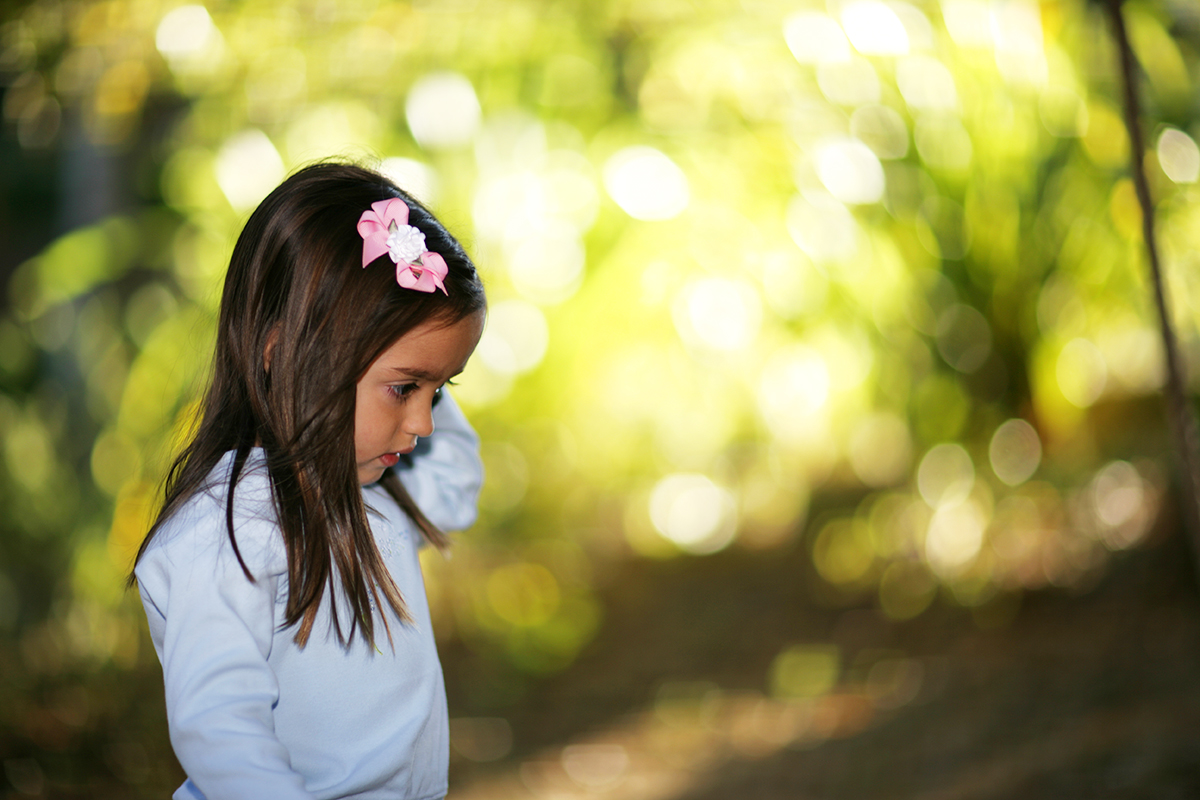
بوکه درشت روی عکس گرفته شده با لنز ۸۵ میلی‌متری و قطر مردمک ورودی ۷۰ میلی‌متر، که مطابق با f/1.2 است.
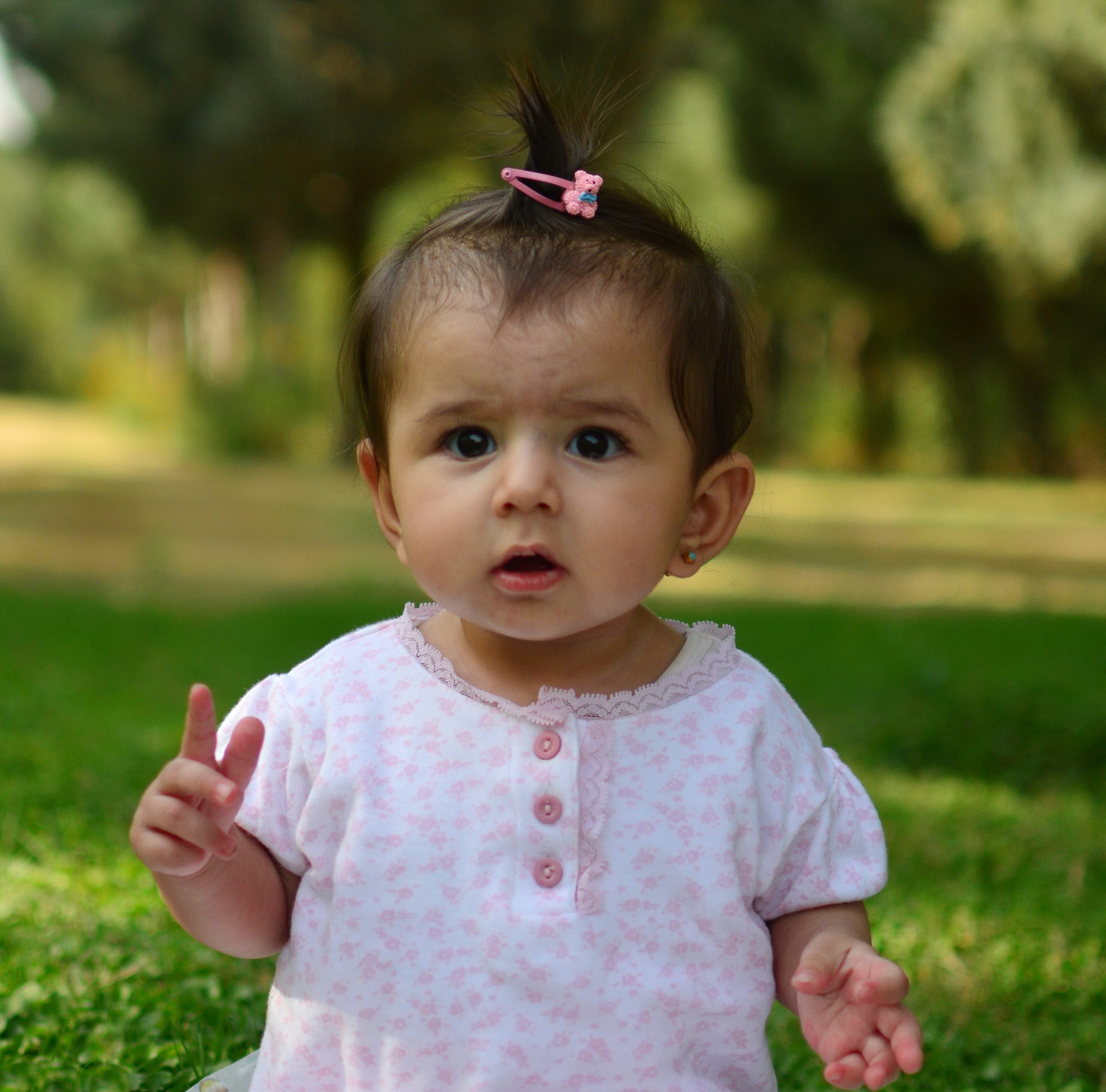
پس زمینه تار به دلیل افکت بوکه که به برجسته کردن سوژه (دختر کوچک) در مرکز تصویر کمک می‌کند.
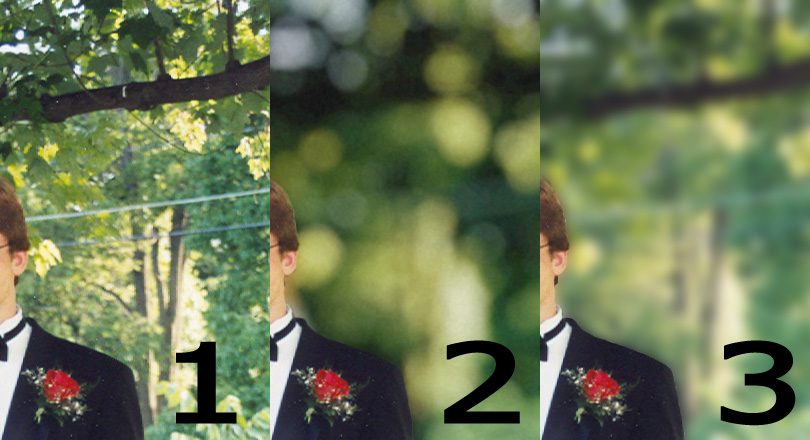
تصویری که جلوه‌های مختلف بوکه را نشان می‌دهد
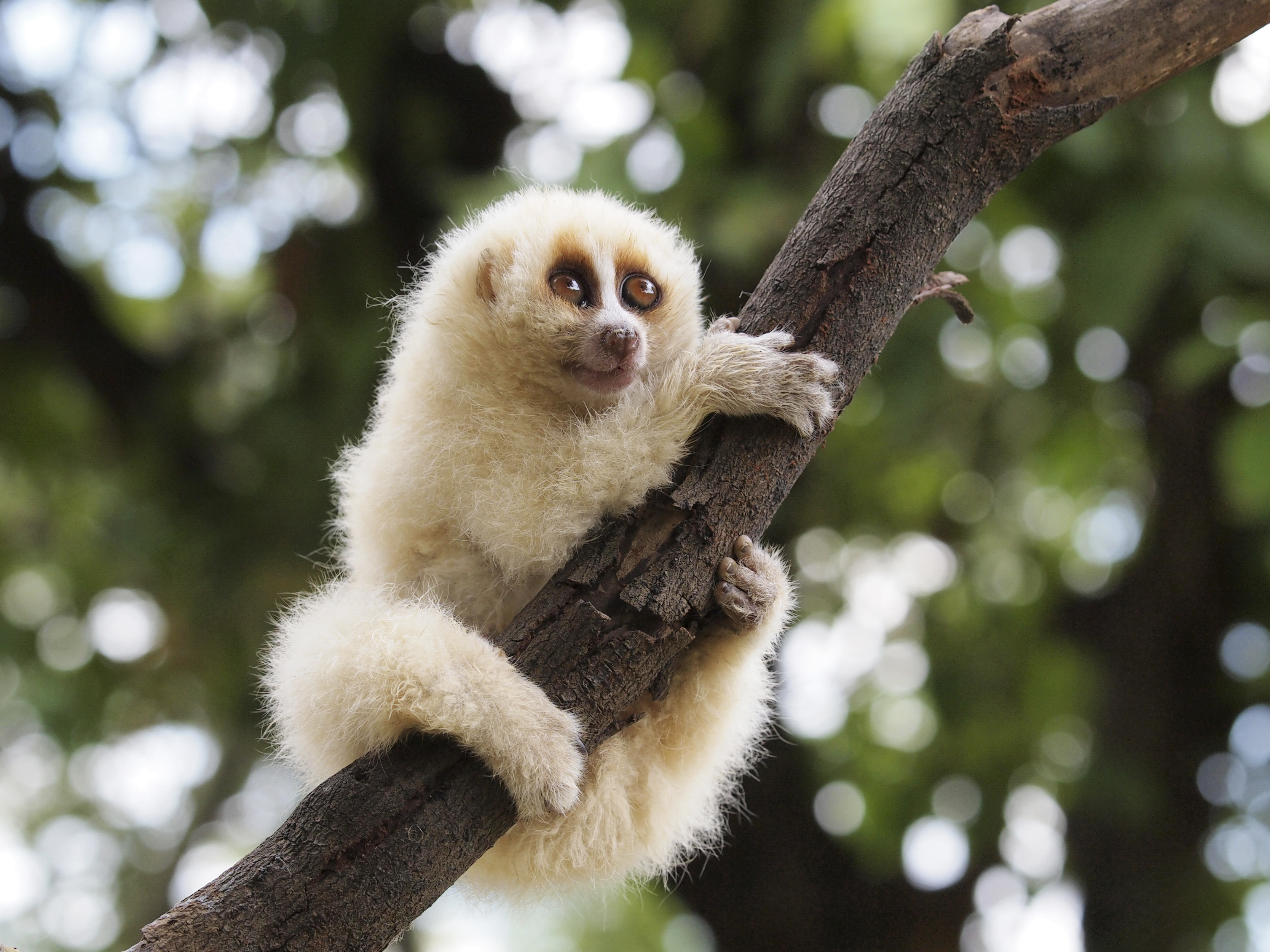
بوکه دایره‌ای معمولی (f/4.5؛ فاصله کانونی ۵۰ میلی متر)
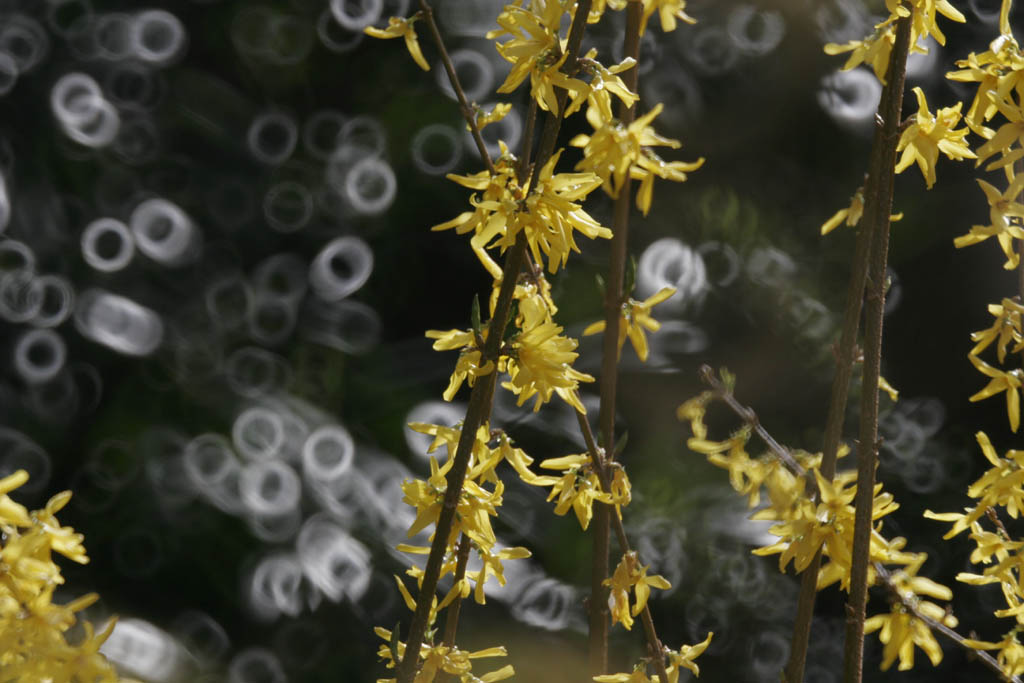
بوکه منحصر به فرد به شکل دونات که توسط لنزهای آیینه‌ای ایجاد شده است
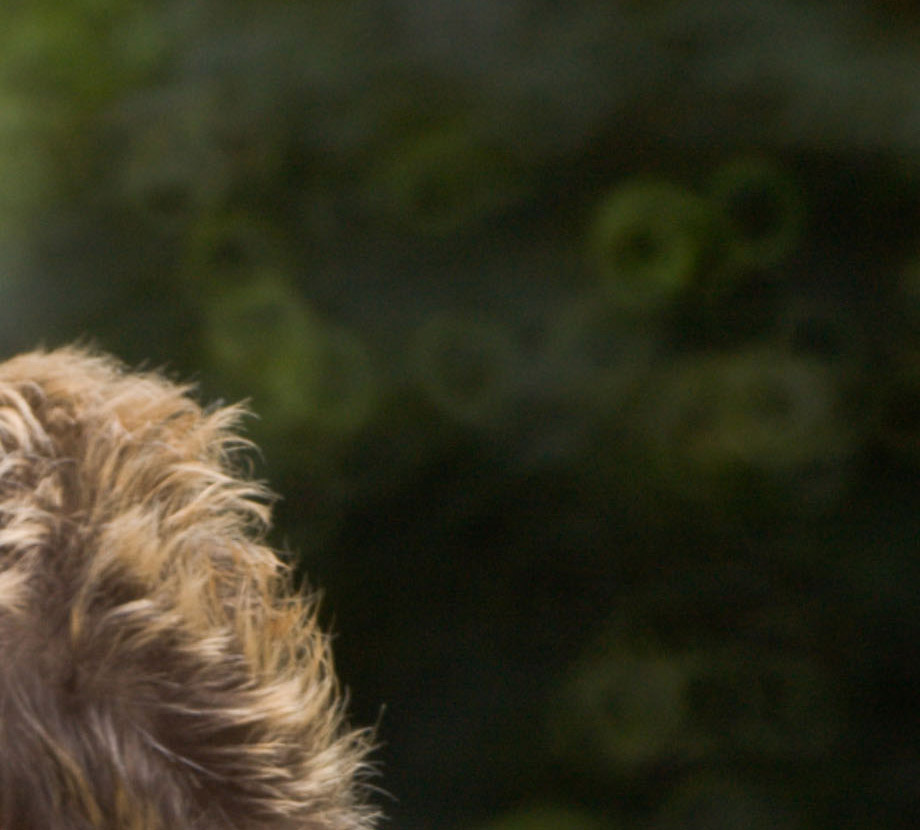
تصویر بوکه‌ای از یک لنز آینه‌ای
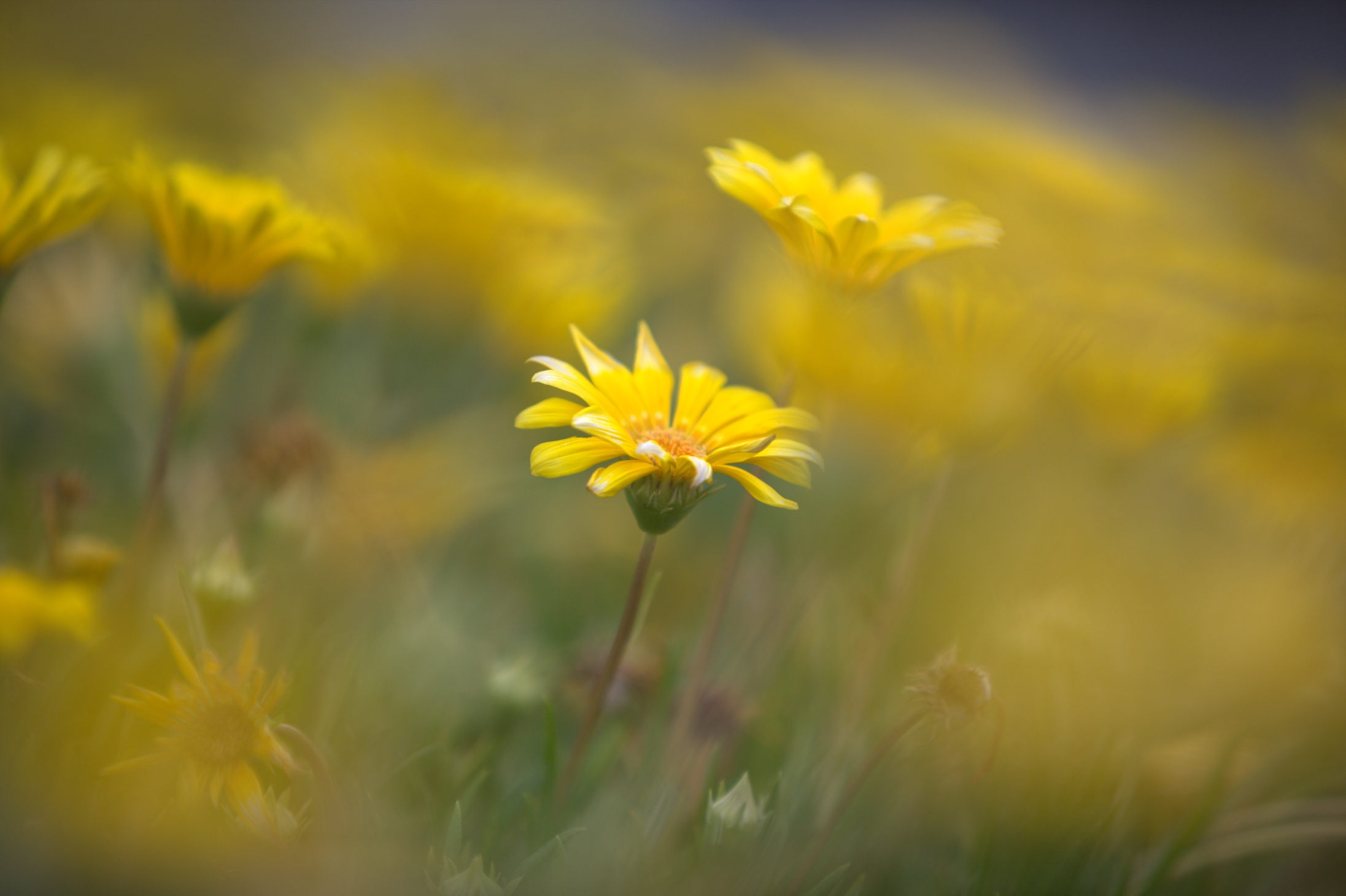
بوکه در عکسی که با لنز ۲۰۰ میلی متری و دیافراگم معادل f/2.8 گرفته شده است.
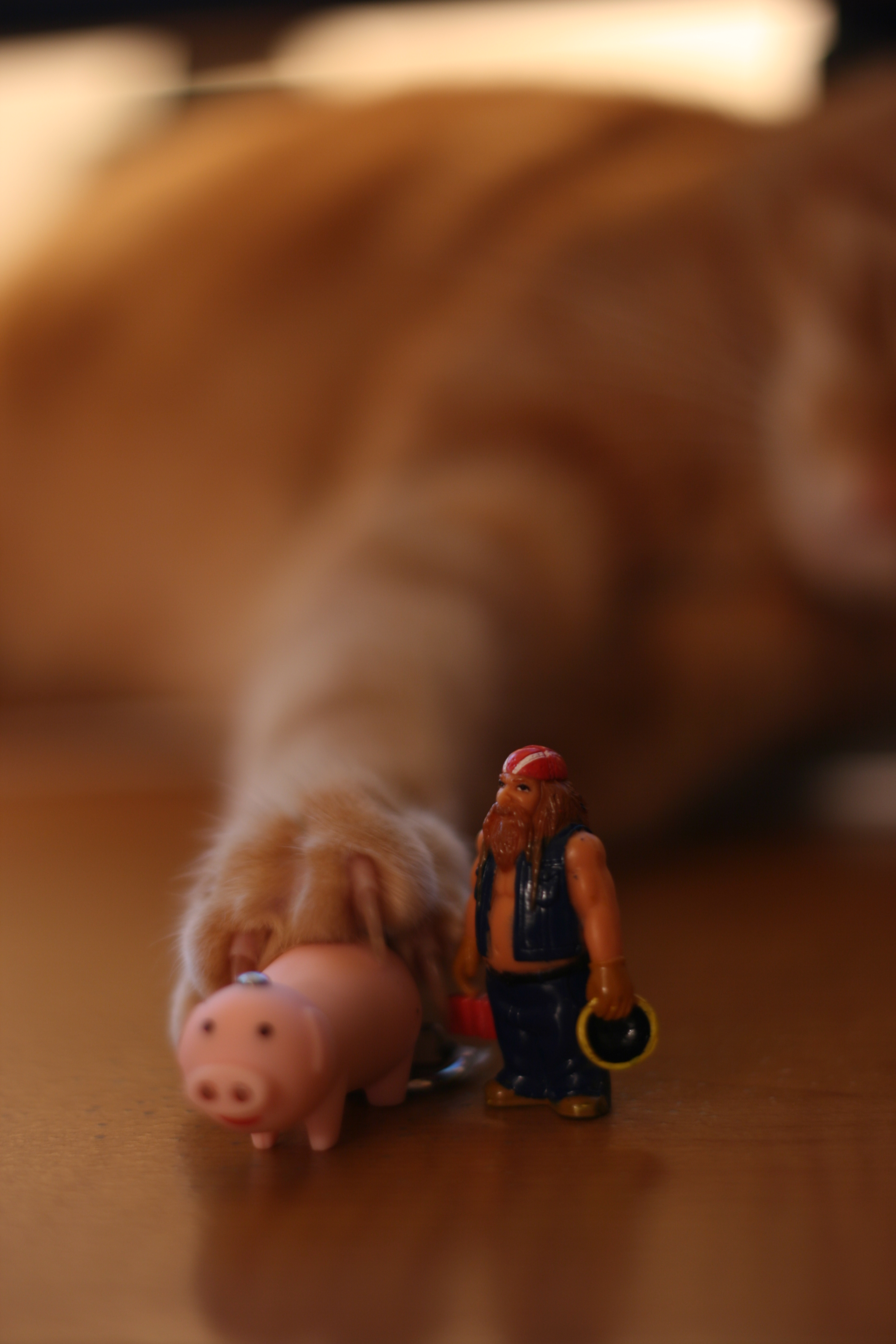
به نظر می‌رسد اولین قسمتی که عکس را مختل می‌کند از دکوراسیون بیرون می‌آید، زیرا بوکه در گربه با رنگ‌های میز ترکیب می‌شود.
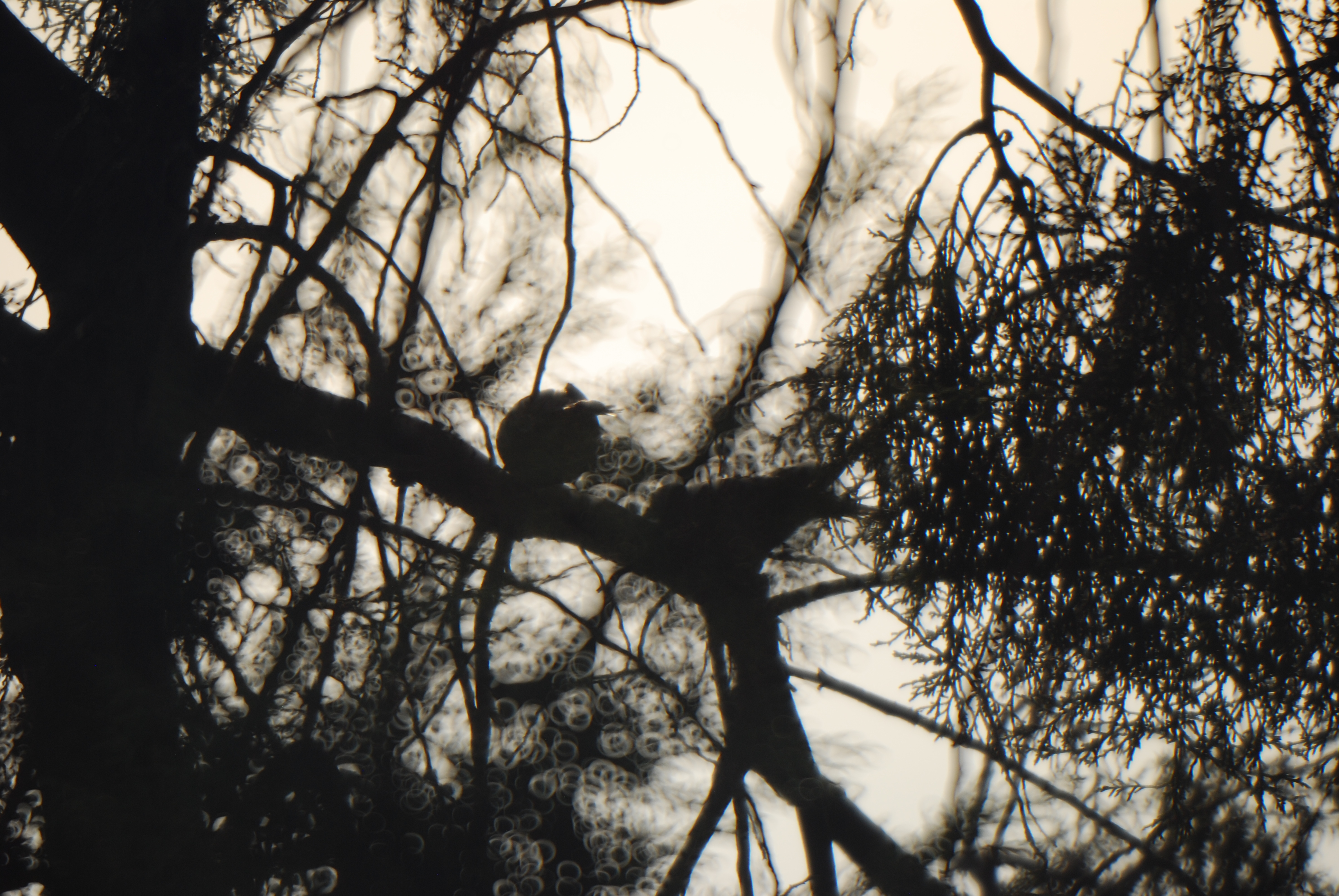
بوکه مشخصه یک لنز کاتادیوپتری
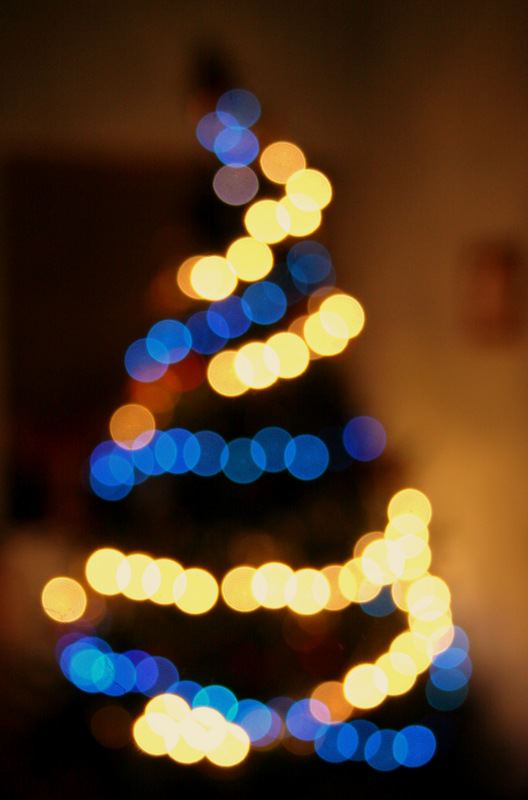
بوکه درخت کریسمس
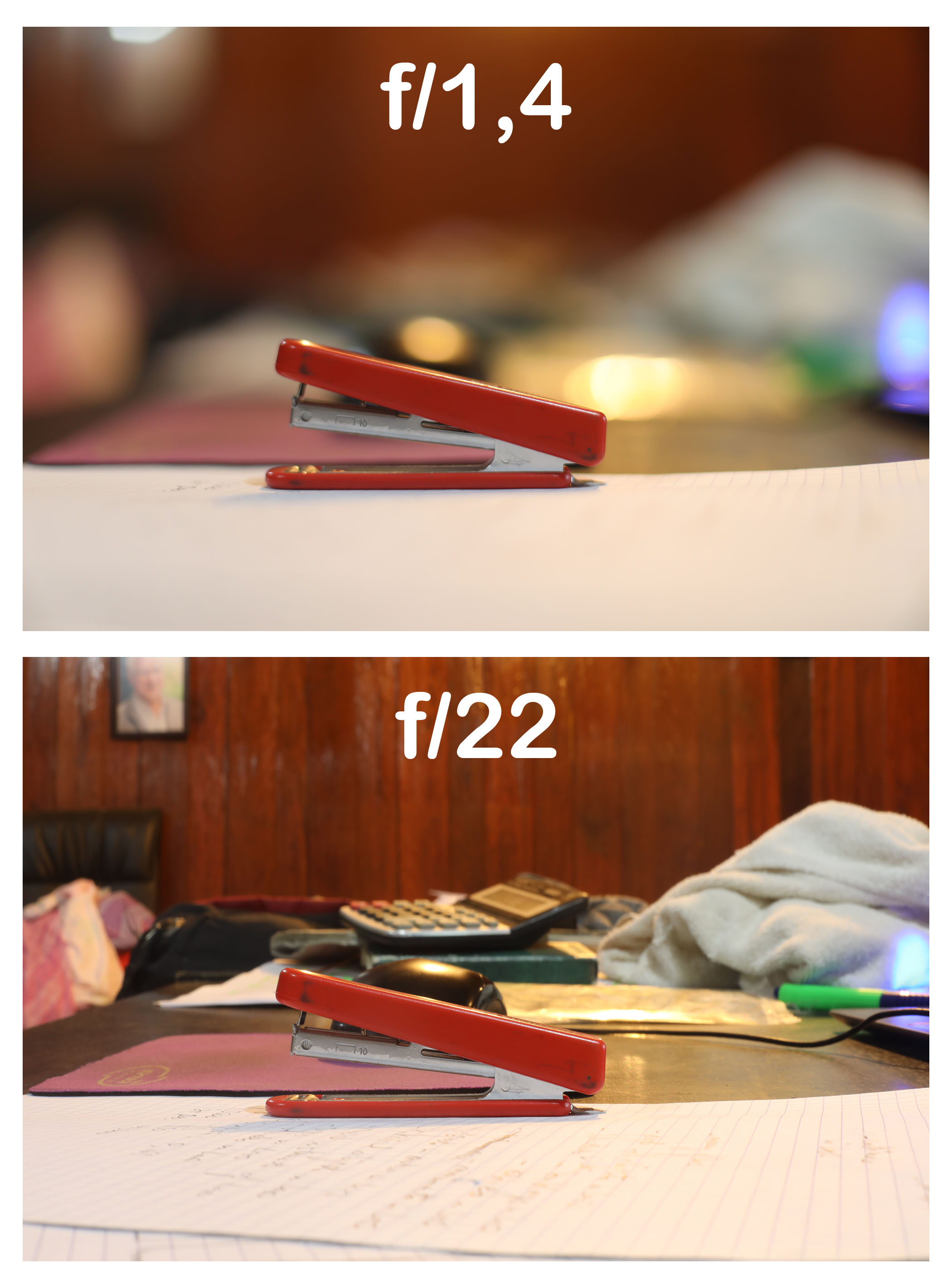
چگونه بوکه با دیافراگم متفاوت است.
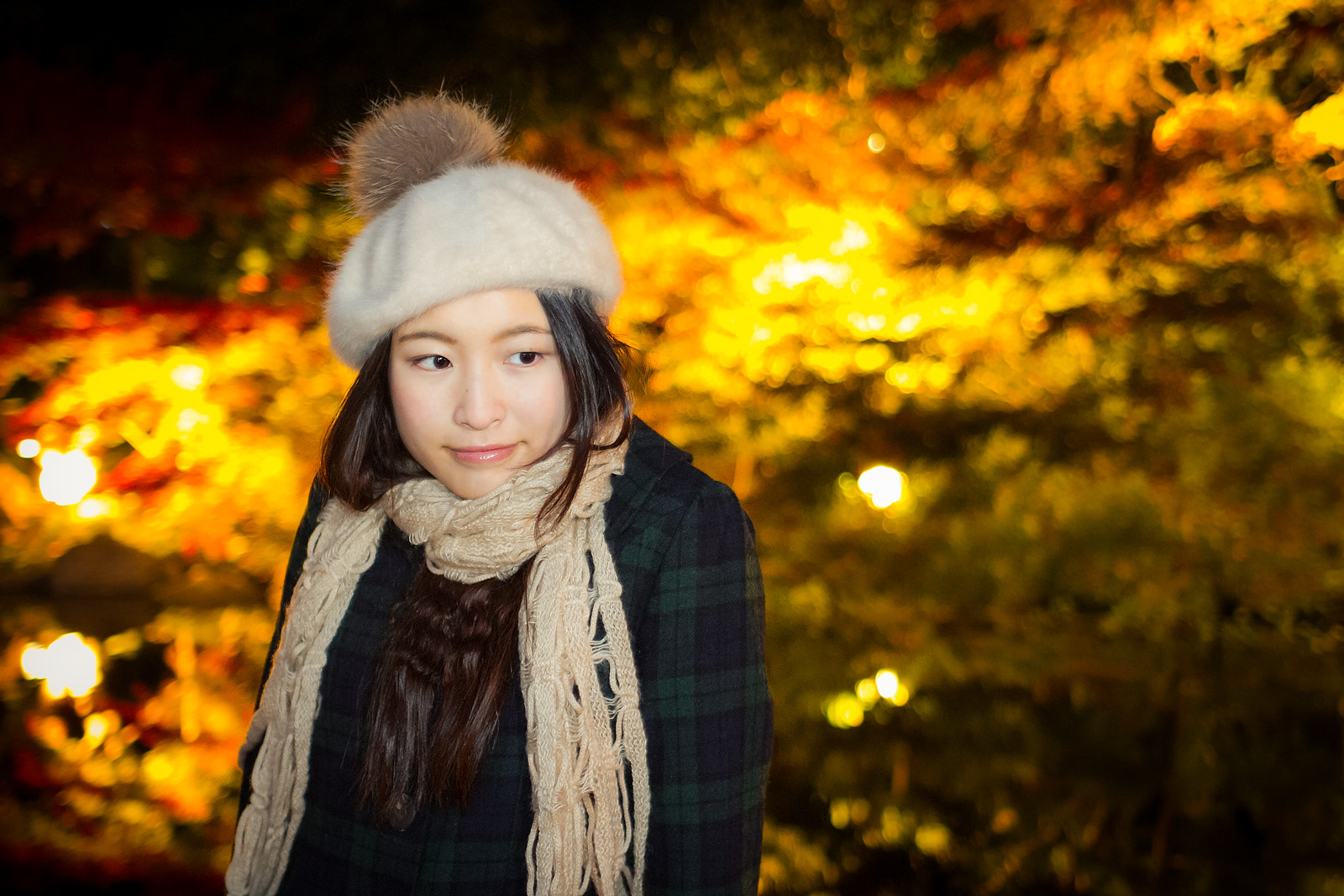
بوکه در پارک توکوگاوا در ناگویا F1.8